# Bilea-tó
A Bilea-tó (románul: Bâlea, 1993 előtt románul: Bîlea) a Fogarasi-havasok legnagyobb tengerszeme 2034 m magasságban. Felülete 46 508 m², legnagyobb mélysége 11 m. Mellette halad el a Transzfogarasi út. Szeben megyében, Fogarastól kb. 68, Nagyszebentől kb. 77 kilométerre található. A nagy turistaforgalom és a közeli menedékházak szennyvize miatt a tó egy ideje már teljesen elszennyeződött.[forrás?]
A tó körüli hegycsúcsok keletről nyugatra a Netedu-csúcs (2351 m), Vaiuga-csúcs (2443 m), Iezerul Caprei (2417 m), Paltin-csúcs (2399 m), Piscul Balei (~2300 m).
1977 áprilisában lavina keletkezett a tófalon, a Zerge-nyereg (2315 m) irányából, amely 23 embert sodort a tóba és temetett be.

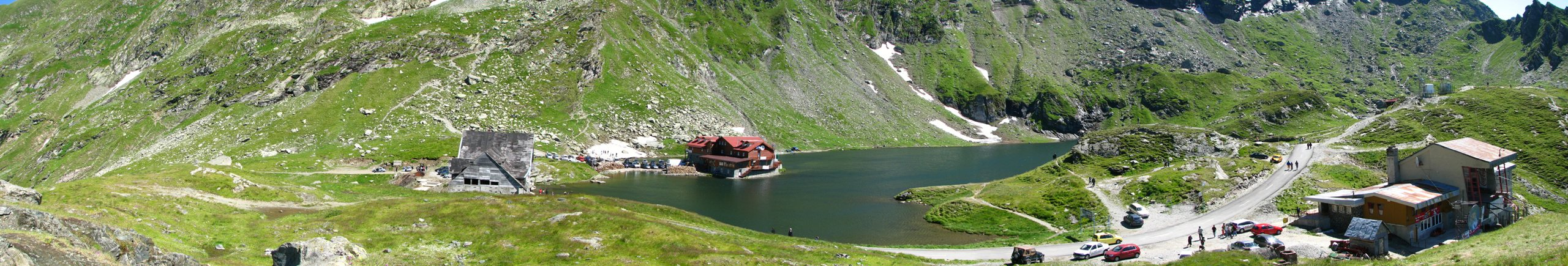
A Bilea-tó és környéke

2018-ban a tó mellett jégtemplomot szenteltek fel.